# Рогожанська сільська рада
Рогожа́нська сільська́ ра́да — колишня адміністративно-територіальна одиниця та орган місцевого самоврядування в Володимир-Волинському районі Волинської області. Адміністративний центр — село Рогожани.
Згідно з рішенням Волинської обласної ради № 36/6 від 14 серпня 2015 року сільська рада увійшла до складу Устилузької об'єднаної міської територіальної громади з центром у місті Устилуг Володимир-Волинського району Волинської області та припинила існування 3 листопада 2015 року.

## Загальні відомості
Станом на 2001 рік:
- Територія ради: 1,937 км²
- Населення ради: 570 осіб
- Дворів (квартир): 162, з них 18 нових (після 1991 р.)

## Населені пункти
До серпня 2015 року сільській раді були підпорядковані населені пункти:
- с. Рогожани
- с. Ізов

## Населення
За переписом населення України 2001 року в сільській раді мешкали 573 особи.

### Мова
Розподіл населення за рідною мовою за даними перепису 2001 року:
| Мова       | Відсоток |
| ---------- | -------- |
| українська | 99,30 %  |
| білоруська | 0,35 %   |
| російська  | 0,35 %   |

## Господарська діяльність
В Рогожанській сільській раді працюють 2 школи, дитячий садок, клуб, бібліотека, 2 фельдшерсько-акушерських пункти, відділення зв'язку, АТС на 50 номерів, 3 торговельних заклади. Проводять господарську діяльність 3 підприємства з виробництва сільськогосподарської продукції та 3 фермерських господарства, спеціалізація — рослинництво.
На території сільської ради доступні такі телеканали: УТ-1, 1+1, Інтер, СТБ, Обласне телебачення. Радіомовлення здійснюють радіостанції: Радіо «Промінь», Радіо «Луцьк», Радіо «Світязь», проводове радіо.

## Склад ради
Рада останнього скликання складалась з 14 депутатів та голови.
- Голова ради: Матіюк Тетяна Миколаївна
- Секретар ради: Наумчук Галина Іванівна

### Керівний склад попередніх скликань
| Прізвище, ім'я, по батькові | Основні відомості                                                                     | Дата обрання | Дата звільнення |
| --------------------------- | ------------------------------------------------------------------------------------- | ------------ | --------------- |
| Матіюк Тетяна Миколаївна    | Сільський голова, 1963 року народження, освіта вища, член Української Народної Партії | 26.03.2006   | 31.10.2010      |
| Матіюк Тетяна Миколаївна    | Сільський голова, 1963 року народження, освіта вища, член Української Народної Партії | 31.10.2010   | 25.10.2015      |

Примітка: таблиця складена за даними сайту Верховної Ради України

### Депутати VI скликання
За результатами місцевих виборів 2010 року депутатами ради стали:

#### За суб'єктами висування
| Суб'єкт висування                                       | Кількість обраних депутатів | %    |
| ------------------------------------------------------- | --------------------------- | ---- |
| Політична партія Всеукраїнське об'єднання «Батьківщина» | 7                           | 50   |
| Самовисування                                           | 5                           | 35,7 |
| Політична партія «Сильна Україна»                       | 2                           | 14,3 |

#### За округами
| № округу                                                | Прізвище, ім'я, по батькові | Дата визнання обраним | Освіта             | Партійна приналежність                        | Відомості про обраного депутата             |
| ------------------------------------------------------- | --------------------------- | --------------------- | ------------------ | --------------------------------------------- | ------------------------------------------- |
| Політична партія Всеукраїнське об'єднання «Батьківщина» |                             |                       |                    |                                               |                                             |
| 2                                                       | Якобчук Любов Миколаївна    | 07.11.2010            | середня            | член Всеукраїнського об'єднання «Батьківщина» | тимчасово не працює                         |
| 3                                                       | Отченаш Галина Василівна    | 07.11.2010            | середня            | член Всеукраїнського об'єднання «Батьківщина» | тимчасово не працює                         |
| 4                                                       | Літвинчук Федір Васильович  | 07.11.2010            | середня            | позапартійний                                 | шахта «Бужанська», прохідник                |
| 8                                                       | Кліцук Іван Михайлович      | 07.11.2010            | середня            | член Всеукраїнського об'єднання «Батьківщина» | пенсіонер                                   |
| 9                                                       | Федюк Михайло Іванович      | 07.11.2010            | середня            | член Всеукраїнського об'єднання «Батьківщина» | тимчасово не працює                         |
| 12                                                      | Бойчук Анатолій Павлович    | 07.11.2010            | середня            | позапартійний                                 | Нововолинськ ТКЕ, водій                     |
| 13                                                      | Савчук Вадим Михайлович     | 07.11.2010            | середня            | позапартійний                                 | Волинь вугілля, контролер                   |
| Політична партія «Сильна Україна»                       |                             |                       |                    |                                               |                                             |
| 11                                                      | Наумчук Галина Іванівна     | 07.11.2010            | вища               | позапартійна                                  | Рогожанська сільська рада, секретар         |
| 14                                                      | Матвійчук Жанна Іванівна    | 07.11.2010            | середня            | член Політичної партії «Сильна Україна»       | будинок культури, художній керівник         |
| Самовисування                                           |                             |                       |                    |                                               |                                             |
| 1                                                       | Громов Сергій Сергійович    | 07.11.2010            | середня            | позапартійний                                 | ринок, слюсар                               |
| 5                                                       | Сташук Леонід Сергійович    | 07.11.2010            | середня            | позапартійний                                 | тимчасово не працює                         |
| 6                                                       | Пахода Альона Володимирівна | 07.11.2010            | середня спеціальна | позапартійна                                  | тимчасово не працює                         |
| 7                                                       | Гнідець Микола Григорович   | 07.11.2010            | вища               | позапартійний                                 | Свято-Приображенська церква, священик       |
| 10                                                      | Федчук Лариса Олексіївна    | 07.11.2010            | вища               | позапартійна                                  | Рогожанський дошкільний заклад, завідувачка |